# Сити-Айленд (фильм)
«Си́ти-А́йленд» (англ. City Island) — комедийная драма Рэймонда Де Фелитта с Энди Гарсией и Джулианной Маргулис в главных ролях. Премьера состоялась на кинофестивале Трайбека в Нью-Йорке 26 апреля 2009 года.

## Сюжет
Семейка Риццо живёт в Сити-Айленде — небольшом полуостровке в Бронксе. Глава семьи Винс Риццо (Энди Гарсиа) — работает тюремным надзирателем, и втайне от своей жены и детей мечтает стать актером. Винс даже ходит в актерскую студию Михаила Малакова (Алан Аркин) — приверженца системы Станиславского. Семье Винс стесняется признаться в этом, поэтому говорит, что ходит играть в покер.
Мама Джойс (Джулианна Маргулис), в свою очередь, подозревает мужа в измене и думает, что его походы в покерный клуб — всего лишь прикрытие, а на самом деле он развлекается со своей любовницей. Обстановку накаляет и тот факт, что однажды, во время уборки, Джойс находит визитку незнакомой женщины, которую она воспринимает как тайную пассию Винса. Джойс работает в телефонном центре, и она не довольна ни своей жизнью, ни своей семьёй, поэтому у неё идут постоянные скандалы с Винсом и детьми.
Старшая дочь Вивьен (Доминик Гарсиа-Лоридо) говорит родителям, что учится в колледже, но на самом деле её оттуда выгнали за употребление наркотиков, и теперь она подрабатывает в стриптиз-баре.
Младший сын Винни (Эзра Миллер) — обычный подросток в трудном возрасте. Он целыми днями сидит на порносайтах и увлекается толстушками. Его мечта — познакомиться с соседкой-пышечкой, которая ведёт собственное кулинарное шоу в интернете.
Однажды Вивьен собралась приехать к родителям на уик-энд — она сказала, что в колледже начались каникулы. Одновременно с этим Винс приводит в семью заключённого по имени Тони (Стивен Стрейт). Тот получил условный срок, но так как никто не взял его в семью (таково требование суда), Тони пришлось сидеть в тюрьме. Винс выяснил, что Тони — его сын. В молодости, Винс был влюблен в его мать, но после рождения ребёнка он побоялся ответственности и сбежал. И теперь, в надежде исправить былые ошибки, он привозит Тони к себе, не раскрывая того факта, что он — его отец.
И вот, после утверждения Винса на роль в фильме Мартина Скорсезе, он решает рассказать жене о своём увлечении актерской игрой, и раскрыть, кем на самом деле приходится ему Тони. Он не знает, под каким углом всё это представить, поэтому ему на помощь приходит та самая «незнакомка-любовница», которая, на самом деле, просто сценическая партнёрша Винса по имени Молли (Эмили Мортимер). Винс приводит её домой, предварительно разработав план, следуя которому Молли должна представиться как его менеджер. Но весь план вскоре срывается из-за устроенного Джойс скандала, после чего ситуация сильно накаляется и правда начинает выходить наружу, не так, как предполагалось.

## В ролях
| Актёр                 | Роль                  |
| --------------------- | --------------------- |
| Энди Гарсиа           | Винс Риццо            |
| Джулианна Маргулис    | Джойс Риццо           |
| Стивен Стрейт         | Тони Нарделла         |
| Эмили Мортимер        | Молли Чарльзворт      |
| Эзра Миллер           | Винсент "Винни" Риццо |
| Доминик Гарсиа-Лоридо | Вивьен Риццо          |
| Алан Аркин            | Майкл Малахов         |

## Отзывы и рейтинг
Фильм получил в основном положительные отзывы критиков. Рейтинг фильма на сайте «Rotten Tomatoes» составляет 81 %, а среди наиболее авторитетных критиков — 88 %. На «IMDb» средняя оценка фильма — 7,4 из 10 звёзд, основанная на голосовании 22 564 пользователей. Подавляющее большинство людей, которые оставили отзывы, хорошо отозвались об игре актёров, указав, что это послужило одной из главных причин выставления фильму хороших оценок.

## Саундтрек
1. One Lie Leads to Another — Charles Wright and Watts 103rd St. Rhythm Band
2. Lethargy — John Lusitana
3. Weathering — John Lusitana
4. Living in the Love Life After — Vic Thrill
5. Yeah Boy — Heidi Shink and Caitlin Stansbury
6. Lord Emperor Justice — Heidi Shink and Caitlin Stansbury
7. Heavy Makes You Happy — The Staples Singers
8. Wooster Swing — Raymond De Felitta
9. Carmen from Habanera — Philharmonica Cassovia
10. One Lie Leads to Another — Tony Bennett
11. Carmen from Habanera — The Ramsey Lewis Trio
12. Be What You Are — The Staples Singers

## Награды и номинации
Список приведён в соответствии с данными IMDb.
| Награды и номинации                            | Награды и номинации            | Награды и номинации   | Награды и номинации |
| Награда                                        | Категория                      | Номинант              | Результат           |
| ---------------------------------------------- | ------------------------------ | --------------------- | ------------------- |
| Премия «Central Ohio Film Critics Association» | «Best Overlooked Film»         |                       | Номинация           |
| Премия «Imagen Awards»                         | «Лучшая актриса второго плана» | Доминик Гарсиа-Лоридо | Победа              |
| Премия «Imagen Awards»                         | «Лучшая мужская роль»          | Энди Гарсиа           | Номинация           |
| Премия «Спутник»                               | «Лучшая мужская роль в кино»   | Энди Гарсиа           | Номинация           |
| Кинофестиваль Трайбека                         | «Приз зрительских симпатий»    |                       | Победа              |

## Кассовые сборы
Бюджет фильма составил 6 миллионов долларов. Всего за время проката комедия заработала 7 875 862 $.